# الخلاف حول سوزان بي. أنتوني والإجهاض
كانت سوزان بي. أنتوني زعيمة في حركة حق المرأة في التصويت، وكان موقفها من الإجهاض موضوع خلاف في العصر الحديث. كان الخلاف في المقام الأول بين النشطاء المناهضين للإجهاض، الذين قالوا إن أنتوني أعربت عن معارضتها للإجهاض، في حين أن السلطات المعترف بها في حياتها وعملها صرحا بالعكس.
منذ عام 1989 تقريبًا، أكدت بعض النسويات المناهضات للإجهاض أن أنتوني كانت مناهضةً للإجهاض ودعمت هذا الجانب من النقاش الحديث حول هذه القضية. ومن بين الأخريات كات كلارك، وريتشيل ماكنير من منظمة النسويات من أجل الحياة، وهي منظمة نسوية مناهضة للإجهاض.
اختلف الباحثون، وخاصة آن ديكستر غوردون، بشدة، قائلين إن أنتوني أبدت القليل من الاهتمام بقضية الإجهاض ولم تعرب عن معارضتها أبدًا. قادت غوردون مشروع أوراق إليزابيث كادي ستانتون وسوزان بي. أنتوني، وهو مشروع أكاديمي لجمع وتوثيق المواد التي كتبتها كل من هاتين الزعيمتين في حركة حقوق المرأة، ونشرت مجموعة من ستة مجلدات من أعمالهما. من بين الأخريات في هذا الجانب من الخلاف لين شير، مؤلفة سيرة أنتوني؛ هاربر دي. وارد، باحث مرتبطة بمتحف ومنزل سوزان بي. أنتوني الوطني؛ وتريسي توماس، أستاذة القانون.
دار خلاف كبير حول تصريحات زعموا فيها أن أنتوني أدلت بها ضد الإجهاض. يقول الباحثون إن هذه التصريحات إما أن أنتوني لم تدلِ بها، أو أنها لا تتعلق بالإجهاض أو أخرِجت من سياقها.

## الحجج

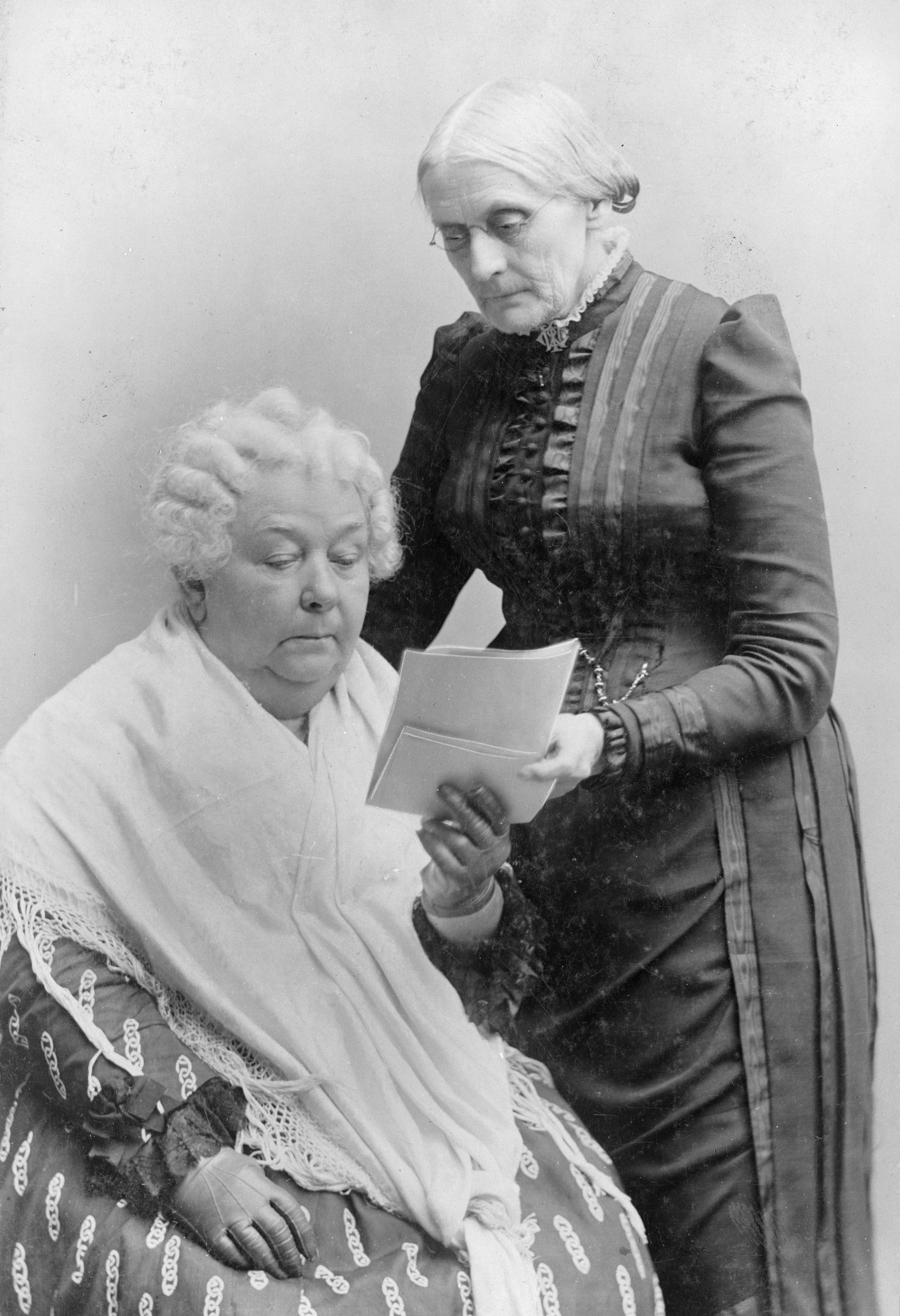
رائدتان في حركة حقوق المرأة: إليزابيث كادي ستانتون (جالسة) وسوزان بي. أنتوني، اللتان قادتَا النضال من أجل حق المرأة في التصويت والمساواة.

جاء في مقال نشرته أليسون ستيفنز في ومينز إي نيوز عام 2006 أن «الخلاف العلمي... تحول إلى مناوشة محتدمة حول موقف المناضلة الشهيرة بحق المرأة في الاقتراع من حقوق الإنجاب». وقالت ستيفنز إن النشطاء المؤيدين لحق الاختيار «غاضبون بسبب ما يقولون إنه ادعاء غير مثبت وقلقون من أن بطلتهم يُصادر رأيها من قبل مجتمع يقوده نفس الأشخاص الذين قاتلتهم أنتوني خلال حياتها: المحافظون الاجتماعيون».
بعد أسبوع من ظهور مقال ستيفنز، كتبت الكاتبة وكاتبة العمود ستايسي شيف، «ليس هناك شك في أن (أنتوني) شجبت ممارسة الإجهاض، كما فعل كل واحد من زملائها في حركة الاقتراع»، لكن شيف انتقدت ممارسة استخدام «التاريخ المجتزأ من النص والوقت» لإنشاء «أنتوني المؤيدة للحياة». قالت شيف إن الإجهاض في القرن التاسع عشر، على عكس اليوم، كان إجراءً خطيرًا للغاية ولا يمكن التنبؤ به. واختتمت بالقول: «خلاصة القول هي أننا لا نستطيع أن نعرف على الأرجح ما يمكن أن تفعله أنتوني من مناقشة اليوم» حول قضية الإجهاض، لأن «المصطلحات لا تترجم».
اختلفت غوردون وآخرون بشدة مع فكرة أن أنتوني عارضت الإجهاض. كتبت غوردون، التي نشرت مجموعة من ستة مجلدات من أعمال سوزان بي. أنطوني وزميلتها في العمل إليزابيث كادي ستانتون، أن أنتوني «لم تعبر أبدًا عن رأي حول قدسية حياة الجنين... وعن استخدام سلطة الدولة للمطالبة بإنهاء حالات الحمل». قالت غوردون إن مسألة الإجهاض، بالنسبة إلى أنتوني، هي «معضلة سياسية»، يجب تجنبها، لقد صرفت انتباهها عن هدفها الرئيسي المتمثل في كسب المرأة في التصويت. قالت غوردون إن حركة الاقتراع في القرن التاسع عشر حملت وجهات نظر سياسية واجتماعية ــ«العلمانية، والفصل بين الكنيسة والدولة، والملكية الذاتية للمرأة» (استقلال المرأة)ــ لا تتلاءم مع المنهاج الحديث لمكافحة الإجهاض.
في عام 1999 أصدر كين بيرنز فيلمًا عن حياة سوزان بي. أنتوني وإليزابيث كادي ستانتون بعنوان ليس من أجلنا فقط. اعترضت قائمة سوزان بي. أنتوني في بيان صحفي على تصوير بيرنز لهاتين المرأتين، قائلة إن «توثيق عمل أنتوني وستانتون الهام من أجل حقوق المرأة دون الإشارة إلى اشمئزازهما من الإجهاض هو أمر غير عادل بشكل لا يصدق، بالنظر إلى مدى حماستهما بشأن هذا الموضوع». أجابت غوردون: «من المنطقي أن نسأل، إذا كانت هؤلاء النساء في القرن التاسع عشر متحمسات وصريحات في كرههن للإجهاض، فلماذا لم يقمن بأي شيء حيال ذلك؟»
قالت كريستين ستانسيل، أستاذة التاريخ في جامعة شيكاغو ومؤلفة كتاب عن تاريخ الحركة النسائية، «لم تقُد أنتوني ولا أي مصلح آخر في مجال حقوق المرأة في القرن التاسع عشر حركة مناهضة للإجهاض، ولم تقترح أو تؤيد قوانين لتجريم الإجهاض، أو اعتبرت أن الإجهاض مشكلة سياسية».
قالت غلوريا فيلدت، الرئيسة السابقة لجمعية تنظيم الأسرة الأمريكية، عن أنتوني أنه «لا يوجد أي شيء على الإطلاق في أي شيء قالته أو فعلته يشير إلى أنها كانت ضد الإجهاض». في أوائل عام 2007 أقرت كات كلارك، محررة مجلة إف إف إل الفصلية، بأن أنتوني صرفت القليل من وقتها في موضوع الإجهاض، لكنها استشهدت بالباحثة في إف إف إل ماري كرين دير التي قالت إن «موقف أنتوني من الإجهاض» جزء لا يتجزأ من «التزامها بإلغاء اضطهاد النوع الاجتماعي».
قالت أستاذة القانون تريسي توماس، التي كتبت في صحيفة سياتل يونفرسيتي لَو ريفيو، إن «إستراتيجية إنشاء سرد للتاريخ النسوي ضد الإجهاض» طورتها منظمة نسوية من أجل الحياة في أوائل التسعينيات من القرن العشرين. نشرت توماس تحليلًا مطولًا لما اعتبرته غير دقيق في تلك الرواية، قائلة: «...السرد ببساطة ليس صحيحًا. فالتسجيلات الصوتية التي حُذفت من التاريخ أخرِجت من سياقها لنقل معنى لم يكن مقصودًا في الأصل». ونقلت عن آنيت رافينسكي، النائبة السابقة لرئيس إف إف إل، قولها في التعليقات المنشورة «أتمنى حقًا أن يتوقف زملائي السابقون عن تحريف كلمات الموتى لجعلهم يعنون شيئًا لا يعنونه... القادة الأوائل للحركة النسائية لم يكونوا ضد سيطرة النساء على أجسادهن».
في مايو 2010 خاطبت سارة بالين اجتماعًا لقائمة سوزان بي. أنتوني، قائلة إن أنتوني كانت واحدة من أبطالها، وأن معارضة بالين نفسها لحقوق الإجهاض تأثرت «بسلفها من النساء النسويات». قالت: «منظمات مثل قائمة سوزان بي. أنتوني تعيد حركة المرأة إلى جذورها الأصلية، إلى ما كانت عليه في البداية. أنتم تذكروننا بالقادة الأوائل لحركة حقوق المرأة: لقد كانوا مؤيدين للحياة». ردًا على ذلك، انضمت الصحفية لين شير، مؤلفة كتاب الفشل مستحيل: سوزان بي. أنتوني في كلماتها الخاصة، إلى غوردون لكتابة مقال رأي لصحيفة واشنطن بوست. قالتا: «لقد قرأنا كل كلمة تركتها هذه المرأة الفصيحة- والسياسية إلى ما لا نهاية -. استنتجنا: لم تقض أنتوني أي وقت في سياسة الإجهاض. لم يكن ذلك مثار اهتمام لها، على الرغم من عيشها في مجتمع (وأسرة) أجهضت فيه النساء حالات الحمل غير المرغوب فيها». قالت شير وغوردون إن حجتهما «ليست حول حقوق الإجهاض. بل هي حول تآكل الدقة في التاريخ والصحافة».
نشرت مارغوري دانينفيلسر، رئيسة قائمة سوزان بي. أنتوني، ردها على شير وغوردون، قائلة إن استنتاجهما «أن الإجهاض كان بعيدًا عن أنظار (أنتوني)» كان «لا أساس له من الصحة على عدة مستويات». قالت إنه في أيام أنتوني، «لم يكن الإجهاض حتى قضية سياسية ساخنة... ولم يكن ببساطة موضع نقاش في وقت كان المجتمع نفسه يعارض هذه الممارسة بشدة». عارضت توماس تأكيد دانينفيلسر على أن الإجهاض لم يكن قضية سياسية خلال تلك الفترة، وعارضت فكرة أن المجتمع عارض بشدة الإجهاض. استشهدت توماس بثلاثة تواريخ أكاديمية، بما في ذلك تاريخ الإجهاض لجيمس مور، الذي ناقش ما أسماه عقيدة الارتكاض، والاعتقاد بأنه من المسموح قانونيًا وأخلاقيًا إنهاء الحمل قبل إدراك حركة الجنين. قال مور إن هذا الاعتقاد كان عالميًا تقريبًا خلال العقود الأولى من القرن التاسع عشر وكان منتشرًا خلال سبعينيات القرن التاسع عشر. وقال إنه نتيجة لذلك: «اعتقدت النساء أنهن لا يعتبرن حوامل قبل الارتكاض»، وعليه إذا فاتت المرأة دورتها الشهرية، وهي علامة مبكرة على الحمل، فيمكنها أو لطبيبها اتخاذ خطوات «لاستعادة تدفق الدورة الشهرية». قال مور إنه كان هناك ارتفاع في عمليات الإجهاض بعد عام 1840 وأن دراسة للإجهاض في مدينة نيويورك نُشرت عام 1868 خلصت إلى أنه كان هناك إجهاض واحد تقريبًا لكل أربعة مواليد أحياء.